# Pachypodium saundersii
Pachypodium saundersii N.E.Br., 1892 è una pianta della famiglia delle Apocinacee, originaria del Sudafrica settentrionale, Swaziland, Mozambico e Zimbabwe.

## Distribuzione e habitat
È diffusa in Sudafrica, sui monti Lebombo ed in altre aree delle regioni di KwaZulu-Natal, Mpumalanga e dello Swaziland.